# Bienvenue chez les Rozes
Pour plus de détails, voir Fiche technique et Distribution.
Bienvenue chez les Rozes est un film français réalisé par Francis Palluau, tourné en 2002 et sorti en 2003.

## Synopsis
Deux prisonniers sont contraints de s'évader à la suite d'une rixe entre les gardiens qui les convoyaient vers la prison. Loin d'être de vrais gangsters, MG (Jean Dujardin) et Gilbert (Lorànt Deutsch) sont en fait de braves garçons emprisonnés à cause de leur naïveté. MG ne rêve que de se retirer dans la maison de son grand-père et Gilbert veut devenir jardinier. Après une course-poursuite à travers la campagne, fourbus et fatigués, ils arrivent dans une charmante banlieue pavillonnaire où ils croient échapper à leurs poursuivants. Pour leur malheur, ils se réfugient chez les Rozes, une famille de petits bourgeois d'apparence très tranquille, qui se révèle être constituée de psychopathes homicides.

## Fiche technique
Sauf indication contraire, les informations mentionnées dans cette section peuvent être confirmées par la base de données cinématographiques IMDb,  présente dans la section « Liens externes ».
- Titre original : Bienvenue chez les Rozes
- Réalisation et scénario : Francis Palluau
- Musique : Serge Perathoner et Jannick Top
- Décors : Didier Dubedout et Jean-Marc Kerdelhué
- Costumes : Jacqueline Bouchard
- Photographie : Romain Winding
- Son : Gérard Lamps, Brigitte Taillandier
- Montage : Véronique Parnet
- Production : Charles Gassot
  - Production déléguée : Jacques Hinstin
- Sociétés de production[1] : Téléma, TF1 Films Production et TPS Star
- Sociétés de distribution[2] : TFM Distribution (France) ; Les Films de l'Elysée (Belgique) ; TVA Films (Québec) ; Pathé Films AG (Suisse romande)
- Budget : 5,49 millions d’ €[3]
- Pays de production :  France
- Langue originale : français
- Format[4] : couleur - 35 mm - 1,85:1 (Panavision) - son Dolby Digital
- Genre : comédie noire
- Durée : 90 minutes
- Dates de sortie[5] :
  - France : 2 avril 2003
  - Suisse romande : 28 mai 2003[6]
  - Belgique : 11 juin 2003[7]
- Classification[8] :
  - France : tous publics[9]
  - Belgique : tous publics (Alle Leeftijden)[7]
  - Suisse romande : interdit aux moins de 12 ans[10]

## Distribution
- Jean Dujardin : M.G.
- Lorànt Deutsch : Gilbert
- Michel Duchaussoy : Jean-Louis
- André Wilms : Daniel
- Carole Bouquet : Béatrice
- Clémence Poésy : Magali
- Yolande Moreau : Marsanne
- Olivier Saladin : le voisin
- Dominique Pinon : le lieutenant
- Beatrice Rosen : Agnès
- Jean-Baptiste Shelmerdine : le junkie
- Daniela Lumbroso : la journaliste télévision
- Christian Pereira : docteur Merlot

## Production

### Genèse
Francis Palluau dit avoir eu l'idée de « l'inversion des valeurs » en regardant un vieux film dans lequel une famille était prise en otage. Pour la mise en scène et pour le mélange des genres, Palluau a puisé son inspiration dans les films de Bertrand Blier et de Francis Weber.
Le tournage a eu lieu en studio afin d'obtenir « un décor qui ne soit pas réaliste, avec un jardin onirique » car Palluau souhaitait « quelque chose qui fasse très catalogue ». Le film est également tourné avec la technique du « sans blanchiment », d'après une idée du directeur de la photographie Romain Winding, afin d'obtenir une atmosphère de bonbonnière contrastant avec le déroulement de l'action et de permettre un clin d'œil aux films noirs.
Il s'agit du premier rôle principal de Jean Dujardin au cinéma après un petit rôle dans Ah ! si j'étais riche, sorti l'année précédente. C'est d'ailleurs après l'avoir observé sur le tournage de ce film que Charles Gassot, producteur des deux films, a proposé à Francis Palluau de prendre Jean Dujardin dans le rôle de MG.